# International Celestial Reference System
Das International Celestial Reference System (ICRS) bzw. Internationale Himmelsreferenzsystem ist das international vereinbarte, weltweite Bezugssystem von kartesischen Koordinaten des Sonnensystems.
Sein Ursprung ist das Baryzentrum (Massenmittelpunkt) des Sonnensystems. Die Achsen werden durch den Himmels-Referenzpol und den Frühlingspunkt definiert, dessen mittlere Lage durch Richtungsbeziehungen zu extraterrestrischen Zielen bestimmt wird.
Im Fundamentalkatalog 5 (FK5) der IAU wird das System der Himmelskoordinaten durch kontinuierliche Langzeit-Beobachtung der mittleren Örter von 1535 Fundamentalsternen für die Epoche J2000.0 realisiert.
Durch Bestimmung der Koordinaten von 608 extragalaktischen Radioquellen wird ein konkreter Bezugsrahmen des ICRS geschaffen, das International Celestial Reference Frame (ICRF). Mit Gaia DR2 wurden die Positionen von mehr als einer halben Million Quasaren vermessen, die im Gaia Celestial Reference Frame 2 (GCRF2) einen eigenen Bezugsrahmen im optischen Bereich bilden.
Die Orientierungsparameter der Erde gegenüber den Sternen und weitere geophysikalische Daten werden vom Internationalen Dienst für Erdrotation und Referenzsysteme (IERS) zur Verfügung gestellt.
Das ICRS entspricht etwa dem Äquatorsystem, also mit dem Erdäquator als Fundamentalebene und dem Frühlingspunkt als Bezugsrichtung in der Fundamentalebene. Die geringen Abweichungen dazu bei Epoche J2000.0 liegen im Bereich von Millibogensekunden.